# Challenger de Amersfoort 2024
El torneo Dutch Open 2024, denominado por razones de patrocinio Van Mossel Kia Dutch Open fue un torneo de tenis perteneció al ATP Challenger Tour 2024 en la categoría Challenger 75. Se trató de la 5ª edición; el torneo tuvo lugar en la ciudad de Amersfoort (Países Bajos), desde el 15 hasta el 21 de julio de 2024 sobre pista de tierra batida al aire libre.

## Jugadores participantes del cuadro de individuales
| Preclasificado | País                 | Jugador               | Rank1 | Posición en el torneo |
| 1              | Bandera de Argentina | Juan Manuel Cerúndolo | 139   | Segunda ronda         |
| 2              | Bandera de Austria   | Jurij Rodionov        | 152   | Primera ronda         |
| 3              | Bandera de Líbano    | Benjamin Hassan       | 154   | Primera ronda         |
| 4              | Bandera de Francia   | Matteo Martineau      | 170   | Primera ronda         |
| 5              | Bandera de Bolivia   | Hugo Dellien          | 171   | Primera ronda         |
| 6              | Bandera de Hungría   | Zsombor Piros         | 181   | Segunda ronda         |
| 7              | Bandera de Bélgica   | Joris De Loore        | 191   | Primera ronda         |
| 8              | Bandera de Polonia   | Kamil Majchrzak       | 192   | Primera ronda, retiro |

- 1 Se ha tomado en cuenta el ranking del 1 de julio de 2024.

### Otros participantes
Los siguientes jugadores recibieron una invitación (wild card), por lo tanto ingresan directamente al cuadro principal (WC):
- Alec Deckers
- Guy den Ouden
- Max Houkes

Los siguientes jugadores ingresan al cuadro principal tras disputar el cuadro clasificatorio (Q):
- Mathys Erhard
- Matheus Pucinelli de Almeida
- Santiago Rodríguez Taverna
- Jelle Sels
- Deney Wassermann
- Alexey Zakharov

## Campeones

### Individual Masculino
- Tomás Barrios derrotó en la final a  Alexey Zakharov por 6–2, 6–1

### Dobles Masculino
- Marcelo Demoliner /  Guillermo Durán derrotaron en la final a  Jay Clarke /  David Stevenson por 7–6(2), 6–4